# Javiera Carrera
Francisca Javiera de la Carrera y Verdugo, más conocida como Javiera Carrera Verdugo (Santiago, 1 de marzo de 1781 - ibídem, 20 de agosto de 1862) fue una patriota chilena que se destacó por su apoyo a la lucha por la Independencia de Chile y por bordar la primera bandera patria de su país, llamada actualmente como la «bandera de la Patria Vieja».

## Primeros años
Fue la primogénita del matrimonio conformado por Ignacio de la Carrera y de las Cuevas y Francisca de Paula Verdugo Fernández de Valdivieso y Herrera, pertenecientes a la aristocracia colonial de esos años.
Aunque recibió la educación tradicional que se les entregaba a las mujeres de su condición social, se destacó por su inteligencia.
Casada con Manuel de la Lastra y Sotta en 1796, con quien tuvo 2 hijos; pero de quien quedó viuda a los 19 años.
En 1800 se casó en segundas nupcias con Pedro Díaz de Valdés Arguelles y Galán, abogado español que llegó a Santiago como regidor y asesor de la Capitanía General. Tuvieron cinco hijos (incluye a Santos Díaz de Valdés Carrera).

## Impulsora de la Independencia

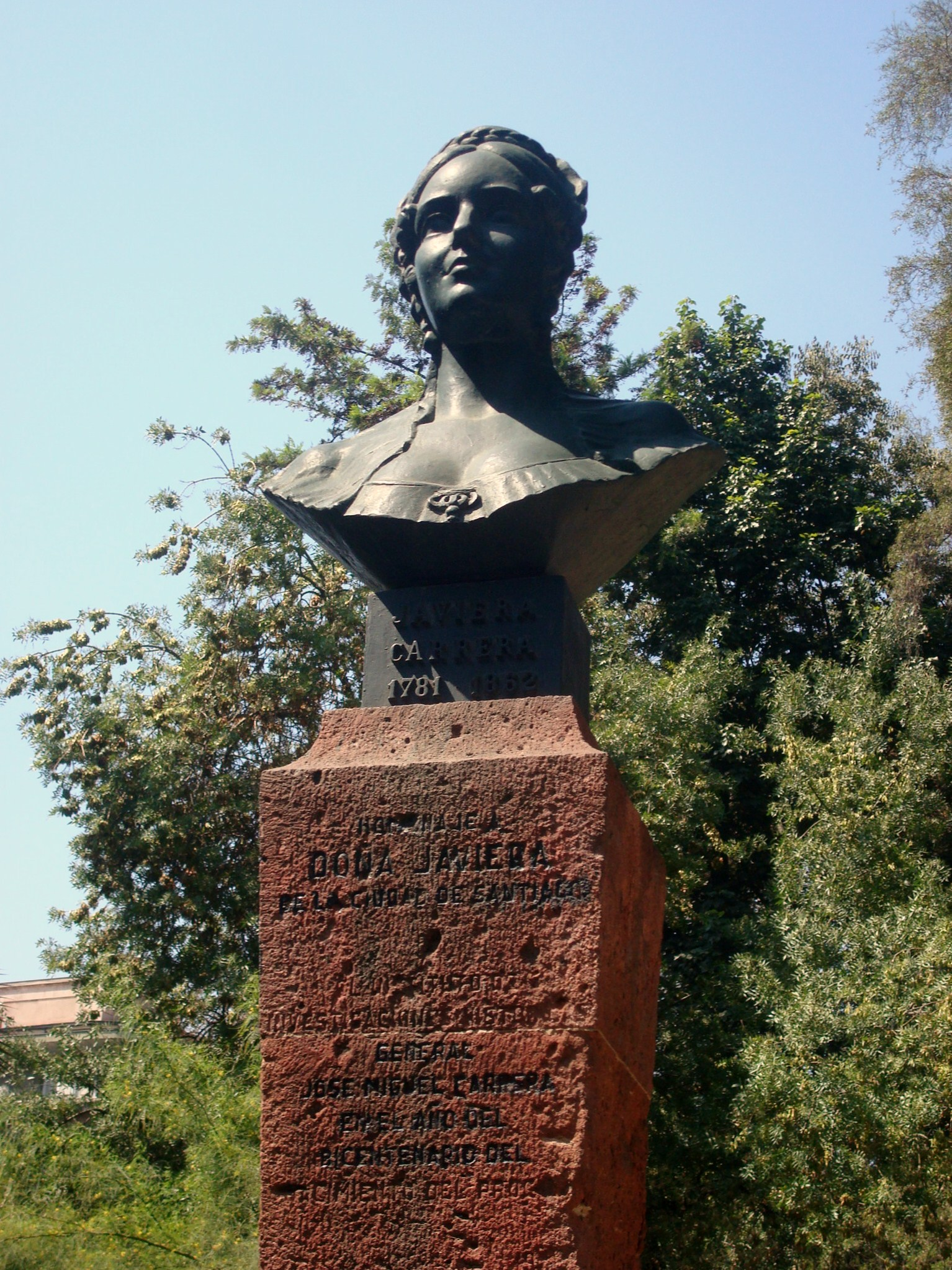
Busto de Javiera Carrera en el Cerro Santa Lucía, Santiago.

Frecuentaba todas las celebraciones patriotas y las que se realizaban a raíz de los triunfos militares. Además de esconder a soldados en su casa, era la encargada de recibir durante las noches y las madrugadas las carretas conducidas por los huasos, cargadas de armas para repartirlas en la ciudad, Fue tan significativa su actuación que entre los revolucionarios usaron la frase "viva la Panchita" como un santo y seña. También, levantaba los ánimos en los momentos de derrota, transformándose en la heroína de aquel período independentista.
Se destacó por su belleza y por su fuerte carácter; Apasionada, dominante y astuta en sus movimientos. Apoyó a sus hermanos José Miguel, Juan José y Luis, hasta convertirlos en su ambición. Maria Graham describe a Javiera diciendo "la hermana de José Miguel aspiraba a hacer de él un Napoleón, arrancándolo a la aturdida y borrascosa vida de joven calavera y dirigiéndolo hacia las metas del poder y la gloria". Inteligente y ambiciosa, fue la ideóloga de los planes de lucha para libertar a Chile. Era una mujer de no perdonar, sagaz y hábil.
Según cuenta la tradición, la bandera patria habría sido bordada por ella, siendo presentada e izada por primera vez el 4 de julio de 1812, en una cena con el cónsul estadounidense Joel Roberts Poinsett para celebrar el aniversario de la independencia de aquel país. 

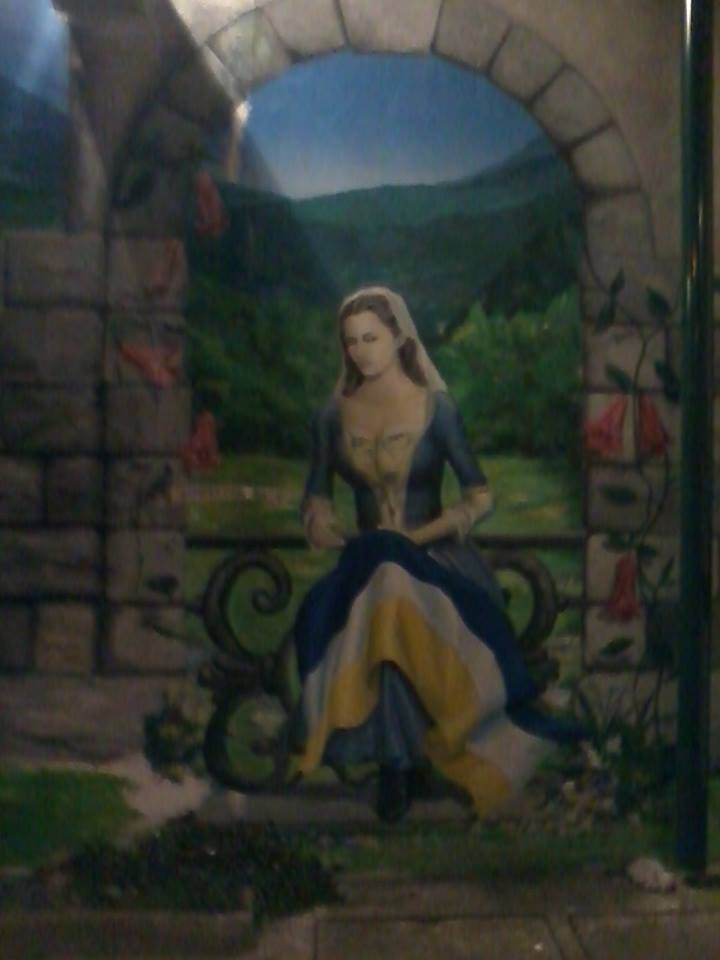
Javiera Carrera confecciona la primera bandera nacional. Mural Bicentenario de la Pastelería Roggendorf, Concepción.

Su personalidad y su conducta avivaron odios y amores, la apodaban la "jaiba", nombre vulgar que se da a varios cangrejos del mar. La relación política que mantuvo con Bernardo O'Higgins fue siempre crítica; lo apodó "el huacho Riquelme", aludiendo a su condición de hijo ilegítimo.
No disimuló el rencor que sintió hacia José de San Martín, Toribio de Luzuriaga, Juan Martín de Pueyrredón, Tomás Godoy Cruz, a los Larraín, y a la Logia Lautaro pues consideraba que todos ellos fueron los causantes y promotores de la caída política, social y económica de su familia.

## Autoexiliada con sus hermanos
En 1814 momento en que España reconquistó Chile, Javiera abandonó a su esposo e hijos para autoexiliarse y seguir los pasos de sus tres hermanos. Junto a ellos, viajó rumbo a las Provincias Unidas del Río de la Plata, vivió en Mendoza y luego se trasladó a Buenos Aires donde fue recibida por el sacerdote Bartolomé Tollo, antiguo amigo de la familia.
Su vida en Buenos Aires fue difícil: por causa de problemas de salud y un desastre financiero. Por entonces inició una relación sentimental con el capitán estadounidense nacionalizado argentino David Jewett.[cita requerida]
Dirigió la llamada “conspiración de 1817” contra O'Higgins, que a la postre significó el fusilamiento de sus hermanos Luis y Juan José en 1818, en Mendoza.
Cuando José Miguel vuelve de Estados Unidos y se involucra en las disputas internas de los caudillos de las Provincias Unidas del Río de la Plata, Javiera Carrera es desterrada a Luján y luego a San José de Flores, localidades cercanas a Buenos Aires. Finalmente, fue recluida en un convento en aquella capital.
Ya libre, en 1819, se refugia en un barco portugués que se hallaba en el puerto de Buenos Aires y parte a Montevideo. En esa ciudad –en 1821– recibe la noticia del fusilamiento de José Miguel, en Mendoza, debido a las montoneras que realizó en Argentina. Con este hecho, su salud quedó dañada "se enflaqueció su cuerpo hasta parecer un esqueleto, amoratósele el rostro, rompiéronsele los labios, perdió el cabello...".

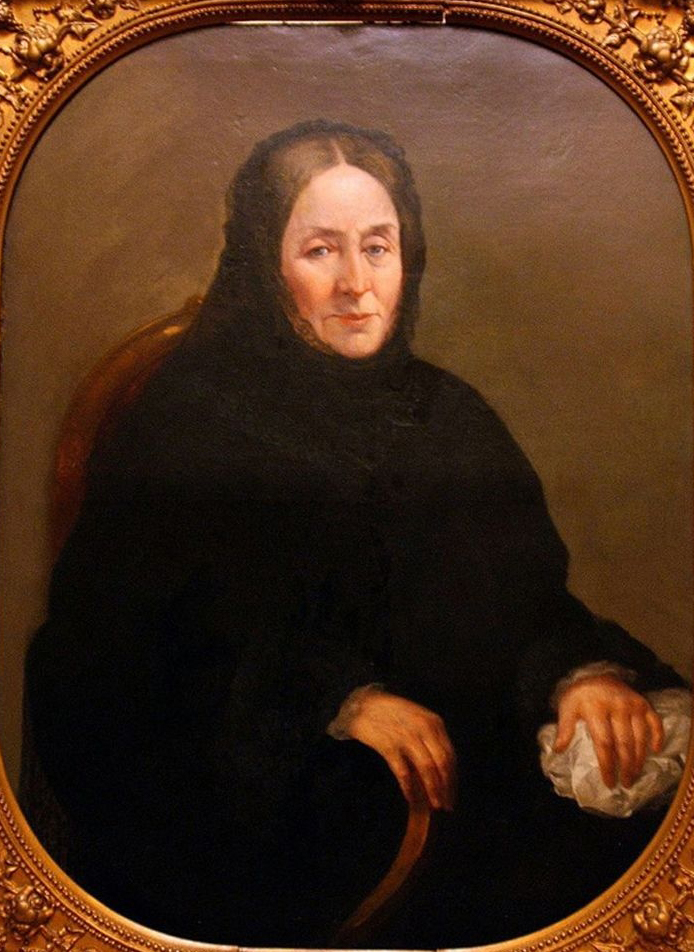
Javiera Carrera en su vejez.
Óleo anónimo,.

Se negó a volver a Chile mientras gobernara Bernardo O'Higgins, a quien consideraba el principal culpable, señalando que no regresaría mientras "ese asesino gobierne mi patria". Así, en 1824, tras el golpe de Estado que derrocó al Director Supremo, Javiera Carrera se embarcó a Valparaíso tras diez años de ausencia.

## Últimos años
Se mantuvo en retiro hasta sus últimos días en su hacienda de El Monte, concentrándose en la vida doméstica y en obras de caridad. Logró la repatriación de los cuerpos de sus hermanos en 1828 bajo la presidencia de Francisco Antonio Pinto. 
Falleció en su hacienda en Santiago el 20 de agosto de 1862. Desde 1952 su cuerpo yace junto a sus hermanos en la Catedral Metropolitana de Santiago.

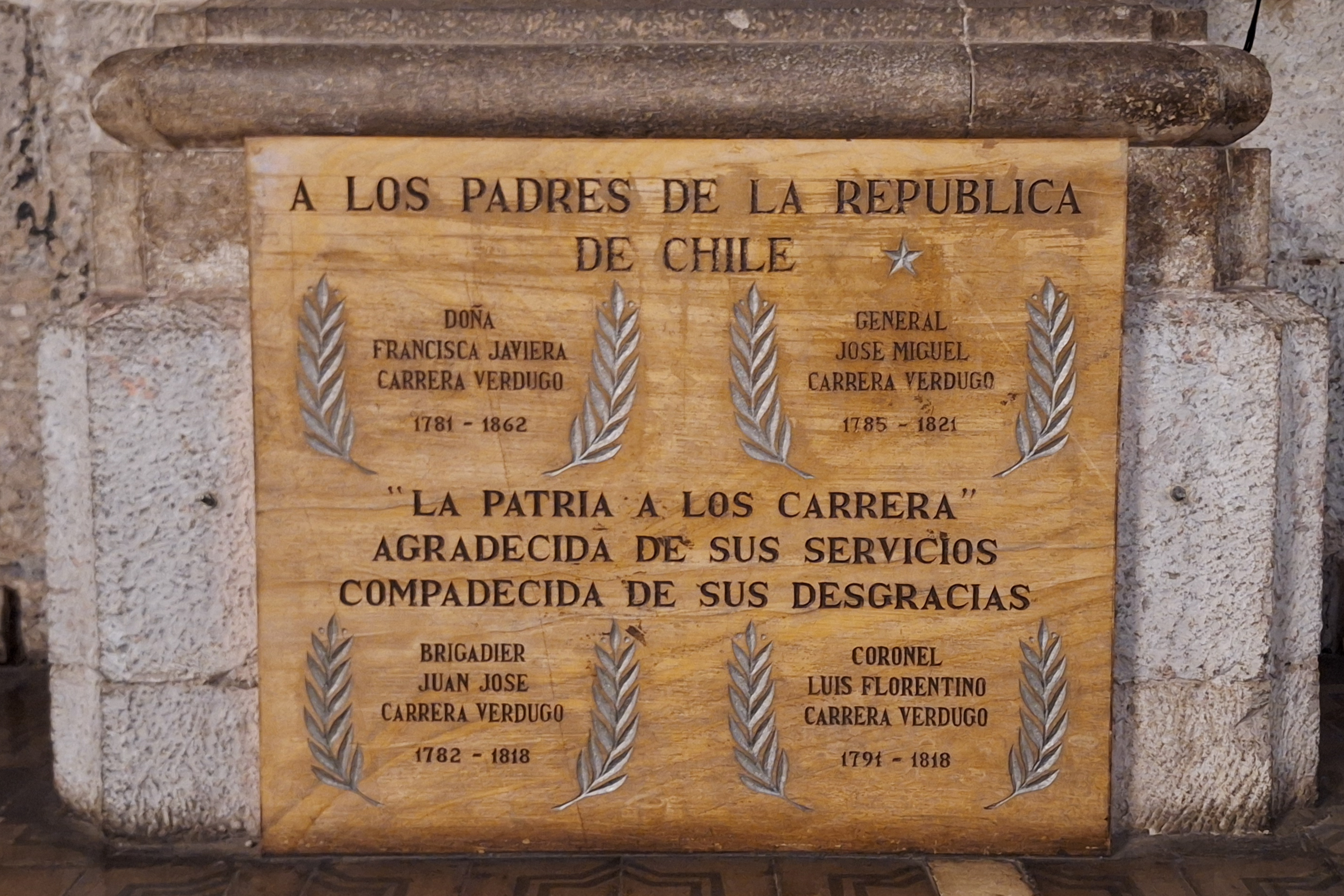
Tumba de los hermanos Carrera en la Catedral Metropolitana de Santiago.

## Figura histórica
Y Javiera Carrera fue objeto de admiración durante el siglo XIX. Maria Graham, Miguel Luis Amunátegui, Vicente Grez y Benjamín Vicuña Mackenna escribieron obras donde resaltaron su patriotismo y la defensa de sus  hermanos, retratándola como una mujer fuerte, decidida e instruida.